# Strombergvergaser
Die Bendix Stromberg Carburetor Comp. in South Bend in Indiana war ein Vergaserhersteller, wichtige Mitbewerber waren Bing und Skinner’s Union (SU).
Das Unternehmen stellte Gleichdruckvergaser her.

## Aufbau
Die Produkte waren Rundschiebervergaser, bei denen der Schieber nicht mechanisch über einen Gaszug, sondern durch Unterdruck bewegt wird.

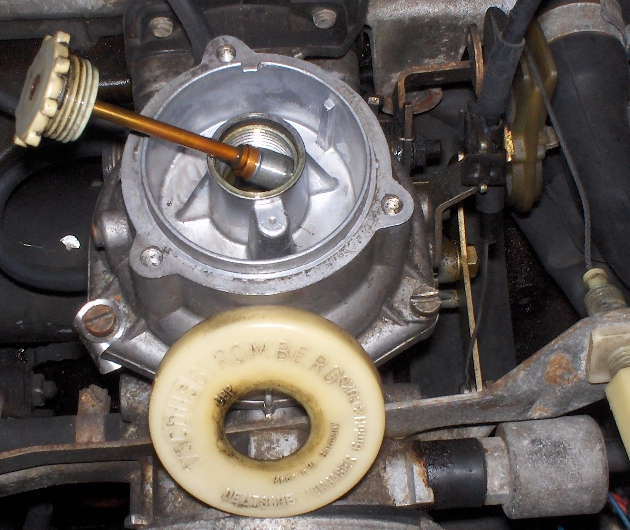
Geöffneter Stromberg-Vergaser (Saab 90)

Er besteht aus einem mehr oder weniger waagerecht eingebauten luftdurchströmten zylindrischen Rohr, in dessen Wand leicht erhaben („Brücke“) die Hauptdüse sitzt, in der eine Nadel mit konischem Schliff steckt. Unter der Hauptdüse steht in der Schwimmerkammer ein gleichmäßiges, durch den Schwimmer über das Schwimmernadel-Ventil geregeltes Benzinniveau unter Außendruck an.
Die Düsennadel ist an einem Rundschieber aufgehängt, der das Rohr fast vollständig verschließt und verschließt ihrerseits fast vollständig die Düse.
Dieser Schieber wird von einer Membran (fast handtellergroß) gesteuert, die von unten Außendruck erfährt.
Die Brücke an der Hauptdüse bewirkt zusammen mit dem Kolben im Rohr einen Venturi-Effekt, der den Druck des strömenden Gases senkt, da der Fließquerschnitt an dieser Stelle vermindert ist.
Der Unterdruckraum (Glocke) oberhalb der Membran ist über zwei Bohrungen durch den Luftkolben (Rundschieber) mit dem Raum zwischen Hauptdüse und Drosselklappe verbunden.

## Funktion
Das den Luftdurchsatz steuernde Element des Strombergvergasers ist die Drosselklappe hinter (von der Luftfließrichtung aus betrachtet) der Mischkammer.
Ist die Drosselklappe geschlossen (Leerlauf), sind die Druckunterschiede vor und hinter dem Luftkolben gleich.
Beim Betätigen des Gaspedals wird die Drosselklappe geöffnet und der Druck fällt auf Seiten der Drosselklappe ab, was dazu führt, dass der Luftkolben (Rundschieber) von der Membran angehoben wird. Der Luftkolben gibt in dem Rohr mehr Durchmesser frei und zieht gleichzeitig die Nadel der Hauptdüse höher (mehr Benzin).
Der Luftkolben hat in seiner Mitte einen mit Öl gefüllten Dämpfer, der ein Überschwingen verhindert.
Durch die von der Steuerklappe gesteuerte Membran wird ein annähernd konstantes Stöchiometrisches Kraftstoffverhältnis erzeugt; zusätzliche Einrichtungen zur Gemischanreicherung wie Beschleunigerpumpen sind in der Regel nicht nötig.

## Bezeichnungen
Stromberg 175 CDTU: eingebaut in Vierzylindermotoren der Mercedes-Benz-Modellreihen W 115 („Strich-Acht“), W 123 und 190
Stromberg 175 CDET: eingebaut im BMW 520/4 (E12)
Stromberg 175 CD-2S: eingebaut im Volvo PV444 (Motor B 18 A)
Stromberg 175 CD-2SE: eingebaut im Volvo P1800S (Motor B 20 B); für USA, Kanada und einige europäische Märkte
- 175 = Saugrohrdurchmesser 1,75 Zoll entspricht 44,4 mm
- CD = Constant Depression (Konstanter Unterdruck)
- T = Temperaturgesteuerte Startautomatik
- U = Leerlaufsystem mit Umgemisch und Umluft
- E = Emission (abgasreduzierend)